# Thomas Fentress Toon
Thomas Fentress Toon (né le 10 juin 1840 et mort le 19 février 1902) est un brigadier général dans l'armée des États confédérés pendant la guerre de Sécession.

## Avant la guerre
Thomas Fentress Toon naît le 10 juin 1840, dans le comté de Columbus, Caroline du Nord, fils d'Anthony F. Toon et de Mary McMillian Kelly. Il fréquente le Wake Forest College, mais quitte l'école en terminale lorsque la guerre de Sécession commence.

## Guerre de Sécession
Toon s'enrôle dans une compagnie qui devient une partie du 20th North Carolina Infantry. Il est retourné à Wake Forest en juin et est diplômé. Toon est élu premier lieutenant de la compagnie, puis capitaine en juillet. De 1862 à mars 1865, il combat dans tous les engagements majeurs de l'armée de Virginie du Nord et subit sept blessures dans le processus. À la suite de ses performances lors de la bataille de Seven Pines, au cours de la bataille des sept jours, à la bataille de South Mountain, la bataille de Fredericksburg, il est élu colonel du 20th North Carolina le 26 février 1863, lorsque les officiers supérieurs du régiment renoncent à leurs droits de commander. Il dirige le régiment à la bataille de Chancellorsville, à Gettysburg, et à la bataille de Mine Run en 1863. Toon écrit très bien du massacre de sa brigade à Gettysburg, sous la direction d'Alfred Iverson, Jr, « ...a commencé à Seven Pines, sacrifié à Gettysburg, se rend à Appomattox ».
Lors de la campagne sanglante de l'Overland de 1864, Toon continue d'afficher un solide leadership. Lorsque son commandant de brigade, le général de brigade Robert D. Johnston, est blessé lors de la bataille de Spotsylvania Court House en mai, il succède au commandement de la brigade. À la suite de la promotion de brigadier général, Toon dirige la brigade au cours du raid du lieutenant général Jubal A. Early en juillet sur Washington. En août Johnston revient, et Toon reprend son ancien grade de colonel et commande le 20th North Carolina. Il mène ses régiments lors des campagnes de la vallée de 1864 et pendant le siège de Petersburg. Le 25 mars 1865, il est grièvement blessé lors de l'attaque confédérée pendant la bataille de fort Stedman ce qui met fin à son service actif pendant le reste de la guerre.

## Après la guerre
Après la guerre, Toon retourne en Caroline du Nord où il vit le reste de sa vie. Il est élu surintendant de l'instruction publique de la Caroline du Nord en 1900, après avoir servi pendant un an, jusqu'à sa mort à Raleigh, Caroline du Nord, le 19 février 1902. Il est enterré au cimetière historique d'Oakwood à Raleigh.